# Алифанов, Олег Михайлович
Оле́г Миха́йлович Алифанов (род. 1941) — советский и российский учёный, специалист в области теории проектирования и тепловой защиты летательных аппаратов, академик РАН (2019).

## Биография
Родился 1 января 1941 года в Москве. С 1958 года учился в Московском авиационном институте на факультете авиационной техники.
В 1964 году окончил МАИ по специальности инженер-механик и в дальнейшем работает там же.
В 1980 году защитил докторскую диссертацию, в 1983 году присвоено учёное звание профессора.
С 1987 года — декан факультета Космонавтики и автоматических летательных аппаратов (с 1993 года — Аэрокосмический факультет).
С 1990 года по совместительству заведует кафедрой «Проектирование и конструкция летательных аппаратов» (с 1993 года — кафедра «Космические системы и ракетостроение»).
26 мая 2000 года избран членом-корреспондентом РАН, с 15 ноября 2019 года — академик РАН.

## Научная деятельность
Специалист в области теории проектирования и тепловой защиты летательных аппаратов.
Основной область научных интересов и исследований: теория и методология нового класса задач — обратных задач теплообмена.
Основатель нового научного направления и научной школы «Моделирование, идентификация и диагностика процессов тепломассообмена в ракетно-космической технике и энергоемких технологиях» (статус школы признавался Советом по грантам при Президенте РФ в 2003 году и подтверждался в последующие 2006, 2008, 2010 годы), основанных на принципиально новом подходе — методах обратных задач, имеющих важное значение для диагностики и моделирования процессов механики и теплопереноса, проектирования и отработки теплонагруженных конструкций и технологических процессов.
Для решения практических задач в этой области были созданы оригинальные экспериментальные установки для исследования и отработки тепловых и тепломеханических режимов конструкций летательных аппаратов, реализованы новые эффективные принципы диагностики и методики аэротермодинамических и тепловых испытаний, разработаны новые концепции автоматизации экспериментов и испытаний.
Результаты проведенных им исследований были использованы при проектировании и испытаниях ракет-носителей Н-1, «Энергия», КА Метеор-2, Марс-96, аэрокосмического аппарата Буран, при создании новых композиционных материалов и конструкций, в том числе гибких надувных оболочек для возвращения космических объектов.
Соавтор более 350 научных работ, из них 10 монографий, отраслевой стандарт, 9 учебных пособий, 40 изобретений.

## Участие в подготовке научных кадров
В МАИ читает курсы лекций по проектированию и отработке теплонагруженных конструкций, моделированию процессов функционирования летательных аппаратов, также читал курсы в различных университетах и академиях за рубежом.
Под его руководством защищено 8 докторских и 16 кандидатских диссертаций.
Председатель следующих советов, секций, конкурсов, оргкомитетов конференций
- Экспертный совет «Авиационная и ракетно-космической техника» ВАК Минобрнауки,
- Научный совет РАН по тепловым режимам машин и аппаратов,
- Секция "Процессы тепломассообмена, свойства веществ и материалов РФФИ,
- Диссертационный совет по защите диссертаций на соискание ученой степени д.т. н. по специальностям 05.07.02, 05.07.03, 05.07.07, 05.07.09, 01.04.14 (МАИ),
- Объединенный диссертационный совет по специальностям 05.07.02, 05.07.05, 05.07.07, 05.07.10 (РГУИТП),
- Секция «Космическое образование» Координационного научно-технического совета Роскосмоса,
- Ученый совет Аэрокосмического факультета МАИ,
- Председатель Международного конкурса научно-инновационных работ молодых исследователей Космоса «Полет в Будущее» на соискание премий американского Фонда Роберта и Виржинии Хайнлайн;
- член Международного жюри конкурса, Всесоюзный семинар «Обратные задачи и идентификация процессов теплообмена» (председатель Оргкомитета — 1973, 1975, 1977, 1979, 1982, 1985, 1988 гг.), на основе которого стала проводиться Международная конференция «Обратные задачи: идентификация, проектирование и управление» (председатель конференции — 1990, 1994, 1998, 2003, 2007, 2010 гг.).

Член советов, комитетов, комиссий, коллегий, программных и организационных комитетов конференций
- Межведомственный совет по присуждению премий Правительства РФ в области науки и техники,
- Совет по грантам Президента РФ для поддержки молодых российских ученых и ведущих научных школ,
- Совет РАН по космосу (председатель экспертной комиссии «Проблемы научно-образовательных спутников»)[3],
- Президиум НТС Роскосмоса, Национальный комитет по тепло- и массообмену РАН, Совет РФФИ «Фундаментальные основы инженерных наук»,
- Комитет торгово-промышленной палаты РФ по содействию модернизации и технологическому развитию экономики России,
- Экспертная коллегия Центра разработки и коммерциализации новых технологий (Фонд «Сколково»),
- Комитет по материалам и конструкциям космических аппаратов МАФ — Международной астронавтической федерации (г. Париж, Франция),
- Исторический комитет МАФ, Наградной комитет МАФ,
- Комиссия «Космос и общество» МАА — Международной академии астронавтики (г. Париж, Франция),
- Комитет советников Международного космического университета (г. Страсбург, Франция);

Участие в программных комитетах научных мероприятий
- Минского международного форума по тепло-и массообмену (1984, 1988, 1996, 2004, 2008, 2012 гг.),
- Международных астронавтических конгрессов (ежегодно с 1990 г.),
- Российской национальной конференция по теплообмену (1998, 2002, 2006, 2010 гг.),
- Международных аэрокосмических конгрессов МАК-2007, МАК-2009, МАК-2011.

Участие в работе научных журналов

Главный редактор журналов
- «Тепловые процессы в технике» (международный журнал, издается в российском Изд-ве «Наука и технологии», входит в Перечень ВАК),
- «Heat Transfer Research» (международный журнал, издается в США, г. Нью-Йорк, в Изд-ве «Begell House Inc.»).

Член редколлегий и редсоветов журналов:
- Вестник МАИ,
- Общероссийский журнал «Полет»,
- Аэрокосмическое приборостроение,
- Альтернативная энергетика и экология (международный журнал, издается в России),
- Проблемы машиностроения и автоматизации (международный журнал, издается в России),
- Инженерно-физический журнал (международный журнал, издается в Белоруссии),
- Промышленная теплоэнергетика (НАН Украины),
- Inverse Problems in Sciences and Engineering (международный журнал, издается в США),
- Space Policy (международный журнал, издается в Великобритании),
- Journal Computational and Applied Mathematics (международный журнал, издается в Бразилии)

## Научные труды и учебные пособия
- Алифанов О. М. Идентификация процессов теплообмена летательных аппаратов (введение в теорию обратных задач).- М.: Машиностроение, 1979.-216c.
- Алифанов О. М., Занцев В. К., Панкратов Б. М. и др. Алгоритмы диагностики тепловых нагрузок летательных аппаратов. — М.: Машиностроение, 1983.- 168с.
- Алифанов О. М., Панкратов Б. М., Хохулин В. С. Летательные аппараты (Учебное пособие с грифом Минвуза СССР).- М.: Изд. МАИ, 1986.- 264 с.
- Алифанов О. М. Обратные задачи теплообмена.- М.: Машиностроение, 1988.- 280 с.
- Алифанов О. М., Артюхин Е. А., Румянцев С. В. Экстремальные методы решения некорректных задач.- М.: Наука. Гл. ред. физ.-мат. лит.,1989.-288 с.
- Alifanov O. M. Inverse Heat Transfer Problems. Springer-Verlag, Berlin-Heidelberg, 1994.- 348 с.
- Alifanov O. M., Artyukhin E. A., and Rumyantsev S. V.. Extreme Methods for Solving Ill-Posed Problems Extreme Methods for Solving Ill_Posed Problems with Application to Inverse Heat Transfer Problems. — Begell House Inc., New York, 1996.
- Алифанов О. М., Вабищевич П. Н., Михайлов В. В. и др. Основы идентификации и проектирования тепловых процессов и систем. -М.: Издательство «Логос», 2001, 400 с.
- Алифанов О. М., Андреев А. Н., Гущин В. Н., Матвеев Ю. А. Баллистические ракеты и ракеты-носители (Учебное пособие с грифом Минобрнауки). — М.: Издательство «Дрофа», 2004, 425 с.
- Алифанов О. М., Артюхин Е. А., Ненарокомов А. В. Обратные задачи в исследовании сложного теплообмена, М.: Изд-во «Янус-К», 2009, 280 с.

Редакторская деятельность
- Мишин В. П. Дневники. Записи и воспоминания (1960—1974 годы) / Под общей редакцией чл.-корр. РАН О. М. Алифанова. — Воронеж: Кварта, 2014. — Т. 1—3.

## Награды
Государственные награды России
- Премия Правительства Российской Федерации имени Ю. А. Гагарина в области космической деятельности (в составе группы, за 2011 год) — за цикл научно-методических работ по формированию и практической реализации инновационных образовательных программ и пропагандистских проектов для кадрового обеспечения космической деятельности[4]
- Государственная премия СССР (в составе группы, за 1984 год) — за разработку методов исследования тепловых режимов
- Премия Президента Российской Федерации в области образования (2002)[5]
- Орден Почёта (5 ноября 2020 год) — за заслуги в научно-педагогической деятельности, подготовке квалифицированных специалистов и многолетнюю добросовестную работу[6].
- Орден Дружбы (2001)[7]

Международные награды
- Медаль имени Ф. Малины Международной астронавтической федерации (1992) — за достижения в области образования и науки;
- Награда Международной академии астронавтики (2004) — За достижения в инженерных науках;
- Почетная грамота Национальной академии наук Белоруссии (2004) — за развитие международного сотрудничества и вклад в теорию тепло- и массообмена;
- Высшая награда Международной астронавтической федерации — Премия им. А. Д. Эмиля (2006) — за вклад в космонавтику и международное сотрудничество;
- Премия и медаль имени академика А. В. Лыкова Национальной академии наук Белоруссии (2007) — за выполнение циклов работ, внесших крупный вклад в развитие теоретических и экспериментальных исследований по проблемам тепло- и массообмена, ставших основой новых высокоэффективных технологий и оборудования для производства[8]
- Диплом Европейского качества и Золотая медаль Европейской научно-промышленной палаты (2013) — за создание теоретической базы, на основе которой разработаны оригинальные экспериментальные установки для исследования и отработки тепловых режимов конструкций, реализованы новые эффективные принципы диагностики, методики аэротермодинамических и тепловых испытаний).